# Marché de la poésie
Le Marché de la poésie est une manifestation littéraire créée par l'éditeur Jean-Michel Place et par Arlette Albert-Birot, qui se tient chaque année à Paris place Saint-Sulpice en fin de printemps depuis 1983, où des éditeurs et des revues de poésie viennent à la rencontre du public avec des auteurs et autrices. Il a lieu dans le cadre de la Foire Saint-Sulpice.

## Présentation
Le Marché de la poésie est le plus grand rassemblement de poètes et de maisons d'édition de poésie en France,.
Cette manifestation, qui dure cinq jours, est, depuis 2004, augmentée d'événements en « Périphérie » qui se déroulent en régions, à Paris, en Île-de-France et à l'étranger.
Près de 500 éditeurs et revues de création participent au Marché. Chaque année, un pays étranger est « invité d'honneur », avec une délégation d'une dizaine de poètes. Un journal gratuit, Marché des lettres (50 000 ex.) est diffusé à chaque manifestation, accompagné d'un supplément consacré au pays invité, ainsi que d'un supplément consacré aux participants présents. Un catalogue des exposants est également publié pour chaque édition.
L'identité visuelle du Marché a été créée par l'artiste Michel Mousseau.
De sa fondation jusqu'en 2010, la présidence du Marché a été assurée par Arlette Albert-Birot.
L'édition 2020, la 38e, n'ayant pas pu se tenir à cause de la crise sanitaire, celle de 2021, reportée au mois d'octobre, est numérotée 38e bis. Depuis 2022, le Marché de la poésie a repris son calendrier habituel du mois de juin.

### Association c/i/r/c/é
Le Marché de la poésie est organisé par c/i/r/c/é, association loi de 1901, dont l'acronyme signifie Centre d'Information, de Recherche, de Création et d'Études littéraires, artistiques, scientifiques et techniques. L'association est domiciliée à l'hôtel de Massa, au 38, rue du faubourg Saint-Jacques, Paris 14e.
Outre l’association c/i/r/c/é participent à l'organisation les revues et les éditeurs du Marché, ainsi que des institutions comme le ministère de la Culture, le Centre national du livre, la région Île-de-France, la Mairie de Paris et la mairie du 6e arrondissement de Paris, La Sofia, et d'autres, dans le cadre de la Foire Saint-Sulpice.

### Invité d'honneur
Les différentes éditions du Marché de la Poésie accueillent un invité d'honneur, le plus souvent une délégation de poètes d'un pays. Par exemple, Cuba en 2023, la Grèce en 2024 avec des poètes comme Constantin Cavaty ou la Palestine en 2025 à l'occasion de la publication en 2022 d’une anthologie de poésie palestinienne dirigée par le poète Abdellatif Laâbi.

## Controverse
La poète cubaine Nancy Morejón, initialement désignée pour assurer la présidence d’honneur de la quarantième édition du Marché de la poésie en 2023, en est finalement écartée en raison de son soutien au gouvernement de son pays. Plusieurs dizaines de poètes et d'écrivains dénoncent cette décision et apportent leur soutien à la poète cubaine.